# Ronja, la figlia del brigante (serie animata)
Ronja, la figlia del brigante (山賊の娘ローニャ?, Sanzoku no musume Rōnya) è una serie televisiva anime in tecnica CGI, diretta da Gorō Miyazaki e coprodotta da Polygon Pictures e Studio Ghibli, che è stata trasmessa in Giappone dall'emittente televisiva NHK BS Premium dall'11 ottobre 2014 al 28 marzo 2015. L'opera è l'adattamento televisivo in ventisei episodi del romanzo fantasy Ronja. La figlia del brigante della scrittrice svedese Astrid Lindgren e si tratta della prima serie televisiva animata prodotta dallo Studio Ghibli. L'edizione italiana verrà trasmessa dal 7 settembre 2025 su Rai Gulp.

## Trama
La storia è ambientata in Europa nel Medioevo. Ronya vive con sua madre e suo padre, il brigante Mattis, in un maestoso castello che un fulmine ha spezzato in due parti proprio la notte in cui è nata. La sua vita è inoltre allietata dai briganti capeggiati dal padre, sempre affettuosi con lei.
Il castello è circondato da una foresta popolata da pericolosi animali fiabeschi e per questo Mattis ha sempre impedito a Ronya di varcarne il portone. Quando però la ragazza diventa grande, ottiene finalmente dal padre il permesso di andare da sola nella foresta: può così esplorare il magico mondo che circonda il castello e che lei non ha mai potuto vedere, assaporando per la prima volta il gusto della libertà.
Un giorno Ronya incontra casualmente Birk, un ragazzo della sua età, e gli salva la vita. Scopre così che la banda rivale capeggiata dal brigante Borka, nemico giurato di Mattis, si è insediata nella parte nord del castello, che era rimasta disabitata dopo il crollo causato dal fulmine. Birk è il figlio di Borka, ma Ronya incomincerà con lui una storia di amicizia e di amore, nonostante i profondi dissapori tra i rispettivi genitori.

## Personaggi

### Famiglia di Ronya
Ronya (ローニャ?, Rōnya)
Doppiata da: Haruka Shiraishi
Figlia unica del capobrigante Mattis e di sua moglie Lovis è nata durante un terribile temporale è rimasta per tutta la sua vita tra le mura del castello che abita. All'età di 10 anni ha finalmente il permesso dei genitori di avventurarsi nella foresta misteriosa che circonda il castello, popolata da strane creature mitologiche. Ronya è vivace, avventata, irascibile, orgogliosa, ma anche onesta e sincera. Al primo incontro con Birk, sapendolo il figlio del capobanda rivale di Mattis, proverà per lui disprezzo, ma col passare del tempo questo sentimento si trasformerà in una profonda amicizia.
Mattis (マッティス?, Mattisu)
Doppiato da: Takaaki Seki
Capo di una banda di briganti, irruento e chiassoso, ma di grande cuore. Ama molto la figlia, che vede come il futuro capo della sua banda, ed è sempre in apprensione per lei. Da ragazzino era un grande amico di Borka, il capo della banda rivale, ma la tradizione della famiglia sull'antagonismo viscerale delle due bande di briganti, ha trasformato l'amicizia in odio.
Lovis (ロヴィス?, Rovisu)
Doppiata da: Yukari Nozawa
All'interno del castello è lei che comanda e perfino l'irruento Mattis deve sottostare ai suoi ordini. Donna pratica e intelligente, è meno apprensiva del marito rispetto alla figlia Ronya: fosse stato per lei la bambina avrebbe potuto esplorare la foresta ben prima dei 10 anni.

### Briganti di Mattis
Skalle-Per (スカッレ・ペール?, Sukarre-Peru)
Doppiato da: Umeji Sasaki
Fjosok (フョーソク?, Fyosoku)
Doppiato da: Shoichiro Akaboshi
Pelje (ペリェ?, Perye)
Doppiato da: Yuusuke Tezuka
Tjorm (チョルム?, Corumu)
Doppiato da: Takeo Ogawa
Sturkas (ストゥルカス?, Suturukasu)
Doppiato da: Kenji Sugimura
Knotas (クノータス?, Kunotasu)
Doppiato da: Takahiro Shimada
Tjegge (チェッゲ?, Chegge)
Doppiato da: Rintarou Nishi
Lill-Klippen (リル・クリッペン?, Riru-Kurippen)
Doppiato da: Keiji Himeno

### Famiglia di Birk
Birk (ビルク?, Biruku)
Doppiato da: Reika Uyama
Borka (ボルカ?, Boruka)
Doppiato da: Atsuki Tani
È il padre di Birk ed il capo del gruppo di briganti antagonisti della banda di Mattis. Anche se ora sono rivali, un tempo lui e Mattis erano grandi amici.
Undis (ウンディス?, Undisu)
Doppiata da: Mika Doi
Moglie di Borka e madre di Birk.

### Creature magiche
Oltre agli animali, svariate sono le creatura incantate che popolano il bosco intorno al castello di Ronja. Alcune si mostrano amichevoli con gli uomini altre invece sono pericolose e aggressive, altre sono misteriose e non si comprende appieno la loro natura, o cosa siano in realtà.
Strigi
Sono le prime creature magiche che compaiono nella storia. Sono creature alate, dal corpo di aquila e la testa di donna. Hanno capelli neri e gli occhi gialli con le iridi rosse, le pupille retrattili come certi felini e rettili.
Le Strigi parlano la lingua umana e si divertono spesso a insultare gli uomini prendendosi gioco di loro. Nonostante ciò non sembrano essere particolarmente intelligenti.
Sono le creature più aggressive del bosco e la loro capobranco è una Strige nettamente più grande delle altre con i capelli grigi. Le Strigi prediligono principalmente i bambini che sono più facili da ghermire e portare al loro nido per poi sbranarli o usarli come schiavi. Ronja e Birk, nelle loro peregrinazioni nel bosco, sono spesso attaccati dalle Strigi che tentano più volte di catturarli, anche se inutilmente.
Griginani
Sono creature notturne piccole e tozze simili a grossi pulcini di colore grigio, con occhietti rossi che brillano al buio. Il loro aspetto ricorda molto i gufi e le civette anche se non sono in grado di volare.
Possono parlare una rudimentale lingua umana e spesso parlano in coro agitando bastoncini e ossicini di animale, facendo rumore per spaventare e mordere. Percepiscono quando qualcuno è spaventato ed è in quel momento che diventano pericolosi, ma possono essere scacciati facilmente spaventandoli con forti grida o con il fuoco.
Il più anziano brigante, Skalle-Per, quando era giovane, mentre andava a caccia per il bosco aveva salvato la vita a un Grigionano che era stato attaccato da una Strige. Per ringraziarlo il Grigionano lo aveva condotto in una grotta nascosta piena di pepite d'argento come regalo di amicizia. Skalle-Per non aveva rivelato a nessuno questi avvenimenti, ma prima di morire rivela a Ronja il segreto della grotta con il tesoro nel caso lei avesse avuto problemi per il futuro.
Sottoterrestri
Sono tra le creature più misteriose che abitano nel bosco e si manifestano quando finisce l'estate e giunge l'autunno.
Il bosco viene improvvisamente avvolto da una fitta nebbia, che sembra essere portata da loro (Birk stesso ammette che quella nebbia che avvolge la foresta sia innaturale e pericolosa), attraverso la quale si intravedono i Sottoterrestri nella forma di bambini in compagnia di una donna che ridendo incominciano a giocare. O che forse quei bambini una volta fossero esseri umani ma che poi si sono trasformati. I Sottoterrestri cantano una canzone ammaliatrice che ipnotizza gli individui ignari attirandoli sotto terra dove sono persi per sempre.
Anche Ronja viene ammaliata dal loro canto e cerca di seguirli, ma Birk rimasto in sua compagnia la trattiene impedendole di seguirli e salvandole quindi la vita. Al suo risveglio Ronja non ricorda nulla dell'accaduto.
I Sottoterrestri, data la loro misteriosa natura, potrebbero essere perfino più pericolosi delle Strigi. Tuttavia, I Sottoterrestri non sono da considerare esseri effettivamente cattivi, quanto più forze magiche misteriose, che seguono solo la propria natura.
Culotti
Sono gnomi con un grosso naso pieno di bolle che abitano nel bosco e quando compaiono significa che non ci sono pericoli. Sono creature innocue che a volte si mostrano agli uomini. I Culotti parlano uno stentato e approssimativo linguaggio umano e forse a causa della loro scarsa intelligenza non comprendono appieno certe azioni degli umani, che spesso fraintendono.
Ombrignomi
Si manifestano solo di notte al chiarore della luna. Quando si mostrano indicano che l'inverno è finito e sta per giungere la primavera.
Gli Ombrignomi brillano di una lieve luce rossa come il fuoco, hanno dei corpi trasparenti che riflettono il cielo stellato.

## Produzione
(Gorō Miyazaki sul sito ufficiale dell'anime)
La serie televisiva è l'adattamento di Ronja. La figlia del brigante, romanzo fantasy per ragazzi del 1981 della scrittrice svedese Astrid Lindgren, l'autrice di Pippi Calzelunghe. Nel 1984 il romanzo era già stato trasposto nel film svedese Ronja Rövardotter, diretto da Tage Danielsson e sceneggiato dalla stessa Astrid Lindgren.
All'inizio degli anni settanta Hayao Miyazaki aveva chiesto all'autrice il consenso per realizzare una serie animata basata sul personaggio di Pippi Calzelunghe, ma lei aveva sempre rifiutato. Dopo oltre 40 anni è stato quindi il figlio Gorō Miyazaki a firmare come regista una trasposizione di un'opera di Astrid Lindgren, che è anche la prima serie televisiva animata prodotta dallo Studio Ghibli.

## Episodi
| Nº | Titolo italiano (traduzione letterale) Giapponese 「Kanji」 - Rōmaji                   | In onda          | In onda |
| Nº | Titolo italiano (traduzione letterale) Giapponese 「Kanji」 - Rōmaji                   | Giapponese       |         |
| 1  | La bambina nata nella notte di tempesta 「かみなりの夜の子」 - Kaminari no yoru no ko  | 11 ottobre 2014  |         |
| 2  | La prima volta nella foresta 「はじめての森へ」 - Hajimete no mori e                   | 11 ottobre 2014  |         |
| 3  | La foresta, le stelle e i griginani 「森と星と小人と」 - Mori to hoshi to kobito to    | 18 ottobre 2014  |         |
| 4  | Ho sentito un fischio 「聞こえる口笛」 - Kikoeru kuchibue                              | 25 ottobre 2014  |         |
| 5  | Nemici nel castello 「城にはいった敵」 - Shiro ni haitta teki                          | 1º novembre 2014 |         |
| 6  | I briganti si squadrano a vicenda 「にらみあう山賊たち」 - Niramiau sanzoku-tachi      | 8 novembre 2014  |         |
| 7  | Canzone nella nebbia 「霧の中の歌声」 - Kiri no naka no utagoe                         | 15 novembre 2014 |         |
| 8  | L'autunno arriva nella foresta 「深まる森の秋」 - Fukamaru mori no aki                 | 22 novembre 2014 |         |
| 9  | Incastrata in una buca nella neve 「ぬけられない雪の穴」 - Nukerarenai yuki no ana     | 29 novembre 2014 |         |
| 10 | Un giuramento tra fratelli 「きょうだいの誓い」 - Kyōdai no chikai                     | 6 dicembre 2014  |         |
| 11 | Una cosa fatta segretamente 「こっそりとやること」 - Kossori to yaru koto              | 13 dicembre 2014 |         |
| 12 | Un fischio nel sotterraneo 「地下室の口笛」 - Chikashitsu no kuchibue                  | 20 dicembre 2014 |         |
| 13 | Poveri briganti 「あわれな山賊たち」 - Awarena sanzoku-tachi                           | 27 dicembre 2014 |         |
| 14 | Una magnifica primavera 「すばらしい春に」 - Subarashii haru ni                        | 3 gennaio 2015   |         |
| 15 | La disputa infinita (1ª parte) 「はてしない争い（前編）」 - Hateshinai arasoi (zenpen) | 10 gennaio 2015  |         |
| 16 | La disputa infinita (2ª parte) 「はてしない争い（後編）」 - Hateshinai arasoi (kōhen)  | 17 gennaio 2015  |         |
| 17 | Andare a vivere insieme 「ふたりの引っこし」 - Futari no hikkoshi                      | 24 gennaio 2015  |         |
| 18 | Cosa si nasconde nella grotta 「洞窟にひそむもの」 - Dōkutsu ni hisomu mono            | 31 gennaio 2015  |         |
| 19 | Il coltello smarrito 「なくなったナイフ」 - Nakunatta naifu                            | 7 febbraio 2015  |         |
| 20 | Con i cavalli selvaggi 「野馬たちと」 - Noma-tachi to                                  | 14 febbraio 2015 |         |
| 21 | La cascata ruggente e le arpie selvagge 「とどろく滝と鳥女」 - Todoroku taki to torime | 21 febbraio 2015 |         |
| 22 | La nostra estate 「これかぎりの夏」 - Korekagiri no natsu                              | 28 febbraio 2015 |         |
| 23 | La vita è preziosa 「命はむだにできない」 - Inochi wa muda ni dekinai                  | 7 marzo 2015     |         |
| 24 | Duello all'alba 「決闘の朝」 - Kettō no asa                                            | 14 marzo 2015    |         |
| 25 | Una forte banda di ladri 「ひとつの強い山賊団」 - Hitotsu no tsuyoi sanzoku-dan        | 21 marzo 2015    |         |
| 26 | Grido di primavera 「春の叫び」 - Haru no sakebi                                       | 28 marzo 2015    |         |

## Colonna sonora
La canzone Haru no sakebi (春のさけび?, Haru no sakebi, lett. "Grida della primavera") che fa da sigla di apertura all'anime è interpretata dalla cantante e attrice Aoi Teshima, che già aveva collaborato con Gorō Miyazaki per le sigle dei film I racconti di Terramare e La collina dei papaveri. Il testo della sigla è di Gorō Miyazaki, la musica è di Hiroko Taniyama e l'arrangiamento è di Satoshi Takebe.
La sigla finale Player, scritta e composta da Kazuyoshi Saito, è interpretata da Mari Natsuki.
La canzone Ōkami no uta (オオカミの歌? lett. "La canzone dei lupi") è interpretata da Yukari Nozawa, la doppiatrice originale del personaggio di Lovis.